# Livets Baal
Livets Baal er en dansk stum dramafilm fra 1912 produceret af Nordisk Films Kompagni og instrueret af Eduard Schnedler-Sørensen. I filmens hovedroller er Valdemar Psilander, Else Frölich og Poul Reumert.
Filmens manuskript er skrivet af Xenius Rostock. Ifølge en annonce i Aftenbladet den 20. marts 1912 er filmens manus et resultat af en forfatterkonkurrence, der blev udskrevet af Panoptikon Teatret. Xenius Rostock vandt 1. præmie.
Filmen havde dansk premiere den 18. marts 1912 i Panoptikon og blev i  tysktalende lande distribueret som Rosenmontag, i engelsktalende lande som Fire of Fate og i svensktalende lande som Döden, Lifvets Herre. Filmen havde premiere i Australien den 18. maj 1912.

## Handling
En komiker og opfinder får stjålet både sin kone og sin opfindelse af en kollega. Det fører til et opgør mellem de to.

## Medvirkende
- Valdemar Psilander som Herbert Jyrtel, professor i kemi
- Else Frölich som Harriet, Jyrtels hustru
- Poul Reumert som Robert Osram, cand. med., Jyrtels ven
- Frederik Christensen
- Julie Henriksen
- Elith Pio
- Franz Skondrup
- Axel Boesen
- Jon Iversen
- Tage Hertel
- Otto Lagoni
- H.C. Nielsen
- Arnold Jensen